# Le Jules Verne

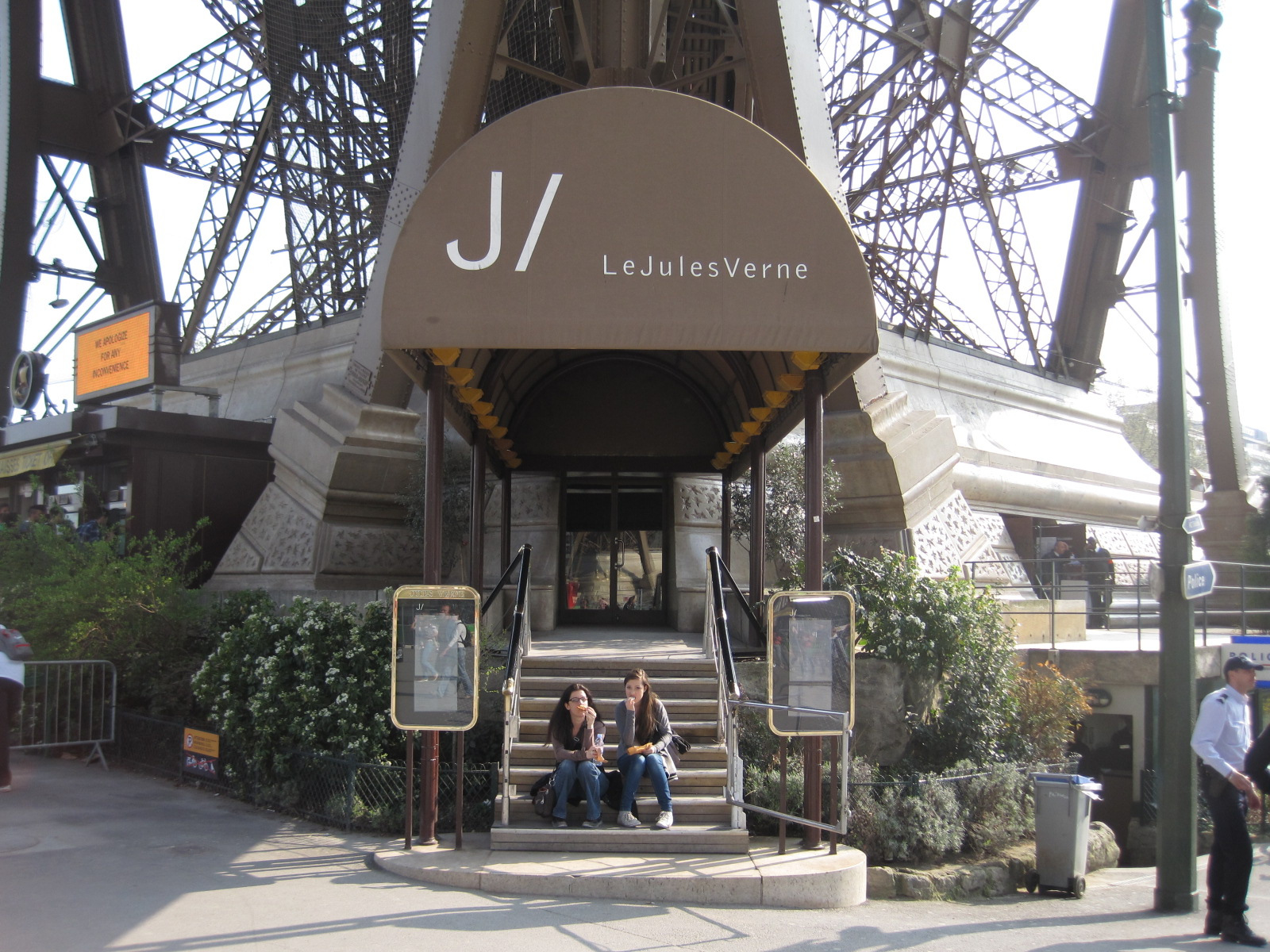
Der Eingang des Restaurants

Le Jules Verne ist ein Turmrestaurant im zweiten Stock des Eiffelturms in Paris, das nach dem Schriftsteller Jules Verne benannt wurde. Es ist auf klassische französische Küche spezialisiert. Der Guide Michelin vergab zwei Sterne an das Restaurant.
Das Dekor wurde von Designer Patrick Jouin entworfen und zeigt die metallischen Strukturen des Eiffelturms.
Küchenchef Alain Ducasse ist seit Dezember 2007 Geschäftsführer des Restaurants. Einer der früheren Eigentümer war Louis Vaudable, Eigentümer des ebenfalls in Paris befindlichen und bekannten Restaurants Maxim’s.
Am 13. Juli 2017 gab der französische Staatspräsident Emmanuel Macron zusammen mit seiner Ehefrau Brigitte im Restaurant ein Abendessen zu Ehren des amerikanischen Präsidentenpaares Donald Trump und dessen Ehefrau Melania.